# Georg-Michael Därr
Georg-Michael Därr (* 9. November 1941 in Minden) ist ein Hüttenkundler und war Professor für Baustoffkunde an der Fachhochschule Trier.

## Leben und Wirken
Georg-Michael Därr studierte Hüttenkunde an der Technischen Hochschule Aachen. In Aachen wurde er 1962 Mitglied bei Corps Delta. 1978 wurde er Professor für Baustoffkunde an der Fachhochschule Trier, gleichzeitig stellvertretender Leiter und später Leiter der Prüfstelle für Baustoffe. Seit 15. März 2007 ist er im Ruhestand.